# Song long đại đường (phim truyền hình 2004)
Song long đại đường (tên tiếng Anh: Twin Of Brothers; tên tiếng Hoa: 大唐雙龍傳) là một bộ phim truyền hình Hồng Kông ra mắt năm 2004 do TVB sản xuất kiêm phát hành. Phim dài 42 tập với sự tham gia diễn xuất của các diễn viên chính bao gồmLâm Phong, Ngô Trác Hy, Dương Di, Đường Ninh, Hồ Định Hân, Lý Sai, Ngũ Vịnh Vi.

## Nội dung
Dưới thời nhà Tùy, dân sống lầm than, thế sự loạn lạc. Hai chàng trai – Khấu Trọng (do Lâm Phong đóng) và Từ Tử Lăng (do Ngô Trác Hy đóng). Không nhà cửa, không gia đình. Họ kết nghĩa anh em, sống nương tựa nhau, cùng phiêu bạt khắp nơi.
Một ngày nọ, Trọng và Lăng vô tình học được loại võ công mang tên Trường Sinh Quyết. Giang hồ truyền tụng rằng môn võ này chính là chìa khóa mở ra kho báu Dương Công Chi Bảo. Vì lẽ đó, Trọng và Lăng trở thành đối tượng truy sát của rất nhiều người.
Trong lúc thập tử nhất sinh, họ được thánh nữ Sư Phi Huyên (do Đường Ninh đóng) cứu giúp. Ngay từ lần đầu gặp gỡ, phong thái thoát tục của Huyên đã thu hút Lăng mãnh liệt. Nhưng thân phận của cô khiến anh phải đè nén tình cảm thật của mình. Trong khi đó, ma nữ Uyển Uyển (do Hồ Định Hân đóng) với sắc đẹp ma mị, quyến rũ, lại để mắt đến Lăng.
Về phần Trọng, vì mê mẩn vị tiểu thư băng thanh ngọc khiết – Lý Tú Ninh (do Dương Di đóng). Em gái của Lý Thế Dân (do Nguyễn Đức Thương đóng). Trọng thuyết phục Lăng cùng đầu quân nhà Lý. Hai người vượt bao khó khăn, gian nguy để giúp Thế Dân dẹp Tùy, gầy dựng cơ đồ. Tiếc thay, Ninh đã có hôn ước với đại thiếu gia Sài Triệu (do Mao Hoa Phong đóng). Vì ghen tuông, Triệu ra sức hãm hại, hạ bệ Trọng, khiến Trọng phẫn uất, phải dứt áo ra đi. 
Trọng nuôi chí lập nên đại nghiệp riêng. Quay về cưới Tú Ninh. Anh không hay biết rằng bên cạnh mình còn có một hồng nhan tri kỷ, là Tống Ngọc Trí (do Lý Thanh đóng). Người đã cùng Trọng vào sinh ra tử, đồng cam cộng khổ. Giữa lúc này, Phi Huyên phát hiện mình là con gái của Tà Vương (do Tăng Vỹ Quyền đóng). Cô nhiều lần bị dày vò dữ dội khi chính chí và tà khí đồng loạt trỗi dậy. Mặc cảm với tâm ma mang trong mình, Huyên quyết định rời xa Lăng…

## Diễn viên

### Song Long
| Diễn Viên   | Nhân Vật   | Miêu Tả |
| ----------- | ---------- | --- |
| Lâm Phong   | Khấu Trọng | Anh em kết nghĩa của Từ Tử Lăng Con nuôi của Phó Quân Trác và Lý Mật Yêu thầm Lý Tú Ninh Có mối tình với Tống Ngọc Tri Tập 42 bị Lý Thế Dân giết chết |
| Ngô Trác Hy | Từ Tử Lăng | Anh em kết nghĩa của Khấu Trọng Con nuôi của Phó Quân Trác và Lý Mật Có mối tình với Sư Phi Huyên Tập 28 phát sinh quan hệ với Uyển Uyển              |

### Hoàng triều Đại Đường
| Diễn Viên         | Nhân Vật      | Miêu Tả |
| ----------------- | ------------- | --- |
| Lưu Giang         | Lý Uyên       | Đường Cao Tổ Cha của của Lý Kiến Thành, Lý Thế Dân, Lý Nguyên Cát và Lý Tú Ninh Bị Đổng Thục Ni mê hoặc |
| Quách Diệu Minh   | Lý Kiến Thành | Con trai cả của Lý Uyên Tập 41, bị Song Long tiêu diệt tại cổng Huyền Vũ |
| Nguyễn Đức Thương | Lý Thế Dân    | Đường Thái Tông Thích Tống Ngọc Tri Tập 42, giết Khấu Trọng |
| Đặng Hạo Quang    | Lý Nguyên Cát | Con trai út của Lý Uyên Tập 42, bị Song Long tiêu diệt tại cổng Huyền Vũ |
| Dương Di          | Lý Tú Ninh    | Con gái út của Lý Uyên Phu nhân của Sài Triệu Thích Khấu Trọng Bạn thân của Tống Ngọc Tri |
| Mao Hoa Phong     | Sài Triệu     | Thương nhân giàu có Phu quân của Lý Tú Ninh Tập 34, bị ám sát bằng một mũi tên bí mật |
| Ngải Uy           | Lý Mật        | Nhị đương gia của Ngõa Cương, sau này lật đổ người cầm đầu trở thành đại đương gia Cha nuôi của Khấu Trọng và Từ Tử Lăng Sau lần bại trận ở Lạc Khẩu, quyết định đầu quân cho Lý Phiệt Phu quân của Thẩm Lạc Nhạn Đến tập 39, bị Lý Kiến Thành ám hại mà mất mạng |
| Tưởng Hồng        | Trầm Lạc Nhạn | Bang chủ Cự Côn Bang Có thù với Độc Cô Sách Nhờ sự giúp đỡ của nghĩa quân Ngoã Cương, thoát khỏi sự giam cầm của Độc Cô Sách, sau trở thành quân sư Nương tử của Lý Mật Sư phụ của Khấu Trọng và Từ Tử Lăng                                                       |
| Trịnh Mẫn         | Hồng Phật     | Nha hoàn của Lý Tú Ninh Có tình cảm với Lý Tịnh sau thành nương tử |
| Âu Thoại Vỹ       | Lý Tĩnh       | Tướng quân của Ngoã Cương Sau khi phản bội Lý Mật, đầu quân cho Lý Phiệt Phu quân của Hồng Phất |

### Từ Hàng Tịnh Trai
| Diễn Viên       | Nhân Vật                         | Miêu Tả |
| --------------- | -------------------------------- | --- |
| Hàn Mã Lợi      | Phạm Thanh Huệ                   | Trưởng môn của Từ Hàng Tịnh Trai Sư phụ của Sư Phi Huyên                                                                                             |
| Đường Ninh      | Sư Phi Huyên / Thạch Thanh Tuyền | Thánh nữ của Từ Hàng Tịnh Trai Con gái của Thạch Chi Hiên và Bích Tú Tâm Đồ đệ của Phạm Thanh Tuệ Có mối tình với Từ Tử Lăng Tình địch của Uyển Uyển |
| Lưu Xuân Yến    | Bích Tú Tâm                      | Cựu thánh nữ của Từ Hàng Tịnh Trai Mẫu thân của Thạch Thanh Huyền Nương tử của Thạch Chí Hiên Hai mươi năm trước bị Thạch Chi Hiên vô tình sát hại   |
| Cốc Phong       | Nhất Tâm                         | Sư thúc của Phạm Thanh Tuệ Sư phụ của Liễu Không |
| Trương Chí Siêu | Liễu Không                       | Đồ đệ của Nhất Tâm |

### Nhà họ Vũ Văn
| Diễn Viên      | Nhân Vật       | Miêu Tả                                                                                                 |
| -------------- | -------------- | --- |
| Lý Tử Hùng     | Vũ Văn Hóa Cập | Anh trai của Vũ Văn Trí Cập Thích Phó Văn Trác Có mối tình với Phó Văn Du Tập 38, bị Khấu Trọng sát hại |
| Trần Sơn Thông | Vũ Văn Trí Cập | Em trai của Vũ Văn Hoá Cập                                                                              |

### Nhà họ Tống
| Diễn Viên    | Nhân Vật       | Miêu Tả |
| ------------ | -------------- | --- |
| La Lạc Lâm   | Tống Khuyết    | Thiên Đao Người đứng đầu Tống gia Cha của Tống Sư Đạo và Tống Ngọc Trí                                            |
| Dương Anh Vỹ | Tống Sư Đạo    | Con trai trưởng của Tống Khuyết Anh trai của Tống Ngọc Trí Có tình cảm với Phó Quân Trác Chồng của Thương Tú Tuân |
| Lý Thanh     | Tống Ngọc Trí  | Con gái út của Tống gia Phải lòng Khấu Trọng                                                                      |
| Lý Á Nam     | Thương Tú Tuân | Chủ trang trại Phi Mã Con gái của Lỗ Diệu Tử Nương tử của Tống Sư Đạo                                             |

### Các tông phái của Ma môn
| Diễn Viên        | Nhân Vật                   | Miêu Tả |
| ---------------- | -------------------------- | --- |
| Tằng Vĩ Quyền    | Thạch Chi Huyên            | Tà Vương Chưởng môn phái Hoa Gian Chồng của Bích Tú Tâm Cha của Thạch Thanh Huyền Sư phụ của Dương Hư Ngạn Trong tập 35, sát hại Phạm Thanh Huệ                    |
| Ông Hồng         | Chúc Ngọc Nghiên           | Âm Hậu Chưởng môn phái Âm Quý Có mối tình với Thạch Chi Huyên Là bạn thân của Lỗ Diệu Tử, Phó Thái Lâm và Thạch Chi Huyên                                          |
| Hồ Định Hân      | Uyển Uyển                  | Đệ tử chân truyền của Chúc Ngọc Nghiên Có tình cảm với Từ Tử Lăng Có một đứa con gái với Từ Tử Lăng tên Minh Không, sau này trở thành Nữ Đế đầu tiên trong lịch sử |
| Quách Chính Hồng | Hầu Hy Bạch/ Dương Hư Ngạn | Đa Tình Công Tử/Ảnh Tử Thích Khách Chủ nhân của Đa Tình Sơn Trang Hậu nhân của Dương gia Đệ tử của Thạch Chi Huyên - Hoa Gian phái Tập 41, bị Song Long sát hại    |

### Nhân vật khác
| Diễn Viên         | Nhân Vật        | Miêu Tả |
| ----------------- | --------------- | --- |
| Trần Hồng Liệt    | Phó Thái Lâm    | Kỳ Kiếm Đại Sư Sư phụ của Phó Quân Trác và Phó Quân Du Bạn thân của Lỗ Diệu Tử, Chúc Ngọc Nghiên và Thạch Chi Huyên Cùng Lỗ Diệu Tử phong ấn Thạch Chi Huyên trong băng.                                                                                          |
| Ngũ Vịnh Vi       | Phó Quân Trác   | Sát thủ Cao Ly Mẹ nuôi của Khấu Trọng và Từ Tử Lăng Để bảo vệ Trường Sinh Quyết, Khấu Trọng và Tử Lăng nên đã tự vẫn Người trong lòng của Vũ Văn Hoá Cập Đệ tử của Phó Thái Lâm                                                                                   |
| Ngũ Vịnh Vi       | Phó Quân Du     | Muội muội sinh đôi của Phó Quân Trác Giả làm nhị công chúa nhằm sát hại Vũ Văn Hoá Cập để trả thù cho Phó Quân Trác nhưng thất bại Sau này nảy sinh tình cảm với Vũ Văn Hoá Cập Đệ tử của Phó Thái Lâm                                                            |
| Thái Khiết Vân    | Đổng Thục Ni    | Cháu gái của Vương Thế Sung Em họ của Vương Huyền Ứng Bị Khấu Trọng lợi dụng tình cảm Trở thành kế thê của Lý Uyên |
| Lê Hán Trì        | Vương Thế Sung  | Vua Lạc Dương Phụ thân của Vương Huyền Anh Cữu cữu của Đổng Thục Ni Một trong mười tám vị vua nổi loạn |
| Thiệu Truyền Dũng | Vương Huyền Ứng | Con trai cả của Vương Thế Sung Tập 29 bị Khấu Trọng giết chết |
| Vương Thanh       | Lỗ Diệu Tử      | Cha của Thương Tú Tuân Cùng Phó Thái Lâm phong ấn Thạch Chi Huyên trong băng Từng có mối tình với Chúc Ngọc Nghiên mà phản bội thê tử Thương Thanh Nhã Tập 14 bị Dương Hư Ngạn và Chúc Ngọc Nghiên đánh trọng thương, sau đó tự vẫn để bảo vệ bí mật Tà Đế Xá Lợi |

- Lưu Gia Huy vai Lý Hiếu Thường
- Lý Hồng Kiệt vai Bốc Thiên Chí
- Lê Bỉ Đắc vai Trần Lão Mưu
- Thái Tử Kiện vai Độc Cô Sách
- Vương Tuấn Đường vai Dương Quảng
- Lâm Ảnh Hồng vai Vinh Giảo Giảo
- Đới Chí Vĩ vai Nhậm Thiểu Danh
- Ngụy Huệ Văn vai Tần Thúc Bảo
- Tăng Thủ Minh vai Vưu Điểu Quyện